# 우일라주 (콜롬비아)

우일라 주

우일라주(스페인어: Departamento del Huila)는 콜롬비아 남서부에 위치한 주로 주도는 네이바이며 면적은 19,890km2, 인구는 1,126,314명(2013년 기준), 인구 밀도는 57명/km2이다. 1905년에 신설되었으며 4개 현과 37개 지방 자치체를 관할한다. 북쪽으로는 톨리마 주, 동쪽으로는 메타 주, 남쪽으로는 카케타 주, 서쪽으로는 카우카 주와 접한다.

주기
주 문장

## 인구
| 연도    | 인구      | ±%     |
| ------- | --------- | ------ |
| 1973    | 467,651   | —      |
| 1985    | 693,712   | +48.3% |
| 1993    | 843,798   | +21.6% |
| 2005    | 1,011,418 | +19.9% |
| 2018    | 1,100,386 | +8.8%  |
| Source: |           |        |